# Goldin Finance 117
Il Goldin Finance 117, noto anche come China 117 Tower (in cinese: 中国117大厦), è un grattacielo in costruzione nella municipalità di Tianjin, in Cina. Quando ultimato, l'edificio avrà un'altezza di 596,50 metri, per 128 piani (più ulteriori 4 piani sotterranei). La sua costruzione è stata avviata nel 2008 e la fine dei lavori era inizialmente attesa per il 2014. Tuttavia i lavori furono interrotti nel gennaio del 2010, per poi riprendere nel 2011. Anche se l'edificio è ancora in costruzione, l'altezza massima prevista è stata già raggiunta l'8 settembre del 2015.
L'edificio, soprannominato la bacchetta magica, ha una forma a tronco di piramide, caratterizzato da una base quadrata di 65 metri di lato, che si riduce a 45 metri di lato in corrispondenza del tetto.

## Urbex
L'edificio è stato utilizzato da diversi appassionati di urbex. Nel 2015 un russo e un cinese hanno scalato la torre e la gru che sormontava l'edificio.
Nel 2016, una coppia di russi, Ivan Beerkus (Kuznetsov) e Angela Nikolau, è salita in cima all'edificio mediante le scale, per poi salire sulla gru posta in sommità, suscitando l'attenzione dei media.